# Diego Mathías Pérez
Diego Mathías Pérez Gómez (Montevideo, Uruguay; 6 de octubre de 1994), conocido simplemente como Diego Pérez, es un futbolista uruguayo que juega como interior izquierdo. Actualmente milita en el Club Atlético Progreso de la Segunda División Profesional de Uruguay.

## Trayectoria

### Cerrito
El 12 de octubre de 2013 debutó como profesional en el primer equipo de Cerrito, frente a Boston River, a pesar de ser su primer encuentro, jugó como titular y empataron 0 a 0.
Anotó su primer gol el 2 de noviembre de 2013, frente a Rocha, puso el empate parcial pero terminaron perdiendo 3 a 1.

### Progreso
Tras llegar como aspirante al club para la temporada 2014-15, fue adquirido por el Club Atlético Progreso. Debutó en su nuevo club el 21 de setiembre de 2014, jugaron contra Rocha y ganaron 1 a 0. El 4 de abril anotó por primera vez con su nuevo club, jugaron contra Villa Teresa y empataron 1 a 1.

Jaguares Fútbol Club S. A.
Llega al equipo colombiano para jugar la temporada 2016-17. Donde firma contrato por 6 meses, se desarrolló en la posición de zaguero. Al término de su contrato al no tener los minutos que esperaba se regresó a Uruguay para jugar en Rocha Fútbol Club.
Sus compañeros lo compararon con la Brujita Verón, por su similitud técnica.

## Estadísticas
Actualizado al 25 de abril de 2015.
Último partido citado: Central Español 2 - Progreso 1
| Club                     | Div           | Temporada     | Liga  | Liga  | Copas Nacionales | Copas Nacionales | Torneos internacionales | Torneos internacionales | Total | Total |
| Club                     | Div           | Temporada     | Part. | Goles | Part.            | Goles            | Part.                   | Goles                   | Part. | Goles |
| ------------------------ | ------------- | ------------- | ----- | ----- | ---------------- | ---------------- | ----------------------- | ----------------------- | ----- | ----- |
| C. S. Cerrito · Uruguay  | 2.ª           | 2013/14       | 14    | 1     | 0                | 0                | 0                       | 0                       | 14    | 1     |
| C. S. Cerrito · Uruguay  | Total club    | Total club    | 14    | 1     | 0                | 0                | 0                       | 0                       | 14    | 1     |
| C. A. Progreso · Uruguay | 2.ª           | 2014/15       | 11    | 1     | 0                | 0                | 0                       | 0                       | 11    | 1     |
| C. A. Progreso · Uruguay | Total club    | Total club    | 11    | 1     | 0                | 0                | 0                       | 0                       | 11    | 1     |
| Total carrera            | Total carrera | Total carrera | 25    | 2     | 0                | 0                | 0                       | 0                       | 25    | 2     |